# تامی لیشمن
تامی لیشمن (انگلیسی: Tommy Leishman؛ زادهٔ ۳ سپتامبر ۱۹۳۷) بازیکن فوتبال اهل بریتانیا است.
از باشگاه‌هایی که در آن بازی کرده‌است می‌توان به باشگاه فوتبال لینفیلد، باشگاه فوتبال هیبرنین، باشگاه فوتبال سنت میرن، و باشگاه فوتبال لیورپول اشاره کرد.